# Thomas Mauch
Thomas Mauch (Heidenheim an der Brenz, 4 april 1937) is een Duitse cameraman. In enkele gevallen werkte hij ook als filmregisseur, filmproducent en scenarioschrijver.
Sinds 1957 werkte hij als vrijgevestigde bij de Gesellschaft für Bildende Filme, die vooral op commerciële films en documentaires was gespecialiseerd. In München leerde hij Edgar Reitz kennen, voor wie hij van 1959 tot 1963 als assistent draaide. In 1963 trad hij als tweede cameraman en docent toe aan de Hochschule für Gestaltung Ulm. Vanaf 1967 werkte hij vooral met Werner Herzog samen.
Als scenarioschrijver en regisseur maakte hij voor de ZDF de serie Das kleine Fernsehspiel. In 1987 coregisseerde hij zijn eerste bioscoopfilm Adrian und die Römer samen met Klaus Bueb.

## Onderscheidingen
- 1973: Filmband in Gold (camera) voor Aguirre, der Zorn Gottes
- 1976: Filmfestival Mannheim: Gouden Dukaat voor Strafprotokoll aller und jeder...
- 1979: Filmband in Gold (camera) voor Neapolitanische Geschwister
- 1980: Filmfestival van Berlijn: Gouden Beer voor Palermo oder Wolfsburg
- 1989: Filmband in Gold (camera) voor Wallers letzter Gang
- 1991: Hessischer Filmpreis: cameraprijs voor Unsichtbare Tage

## Filmografie
| - 1964: Der Wald von Overloon (korte film; regie, draaiboek, camera, coproductie) - 1965: VariaVision. Unendliche Fahrt – aber begrenzt (camera) - 1965: General Yeh (korte film; regie, draaiboek, camera, productie) - 1965: (Formosa) (tv-Magazin Weltspiegel; regie, draaiboek, camera, productie) - 1965: Haben Sie Abitur? (documentaire; camera) - 1966: Die Wahl. Der Wahlkampf in Neu-Ulm 1965 (documentaire; camera) - 1966: Abschied von gestern (2e camera) - 1966: Die Kinder (korte film; camera) - 1966: Mahlzeiten (camera) - 1966: Wir waren vorbereitet, für Donnerstag morgens um sechs in den Streik zu treten (documentaire; camera) - 1967: Fußnoten (2e camera) - 1967: Zum Beispiel Bresson (korte film; camera) - 1967: Die Artisten in der Zirkuskuppel: ratlos (2e camera) - 1967-69: Die unbezähmbare Leni Peickert (2e camera) - 1968: Neun Leben hat die Katze (2e camera, coproductie) - 1969: Die fliegenden Ärzte von Ostafrika (documentaire; camera) - 1970: Auch Zwerge haben klein angefangen (camera) - 1970: Der große Verhau - 1969-71: Willi Tobler und der Untergang der 6. Flotte (camera) - 1970: Eine antiautoritäre Frau? (tv; regie, Buch, camera, productie) - 1972: Aguirre, the Wrath of God - 1973: Gelegenheitsarbeit einer Sklavin (camera) - 1973: Die Sache mit dem Gärtner (regie, draaiboek, productie) - 1974: Feinde fürs Leben (tv; draaiboek, regie, productie) - 1974: Unter dem Pflaster ist der Strand (camera) - 1974: Glück hat Flügel (tv; draaiboek, regie, productie) - 1975: Popp und Mingel (tv; camera) - 1975: Die Verwandlung (tv; camera) - 1975: Shirins Hochzeit (tv; camera) - 1976: Der starke Ferdinand (camera) - 1976: Erikas Leidenschaften (tv; camera, productie) - 1977: Heinrich (camera) - 1977: Stroszek (camera) | - 1978: Neapolitanische Geschichten / Neapolitanische Geschwister - 1979: Die Patriotin (camera) - 1980: Palermo oder Wolfsburg - 1980: Der Kandidat (documentaire) - 1981: Die Berührte (camera) - 1981: Desperado City (camera) - 1982: Fitzcarraldo (camera) - 1983: Kiez - 1983: Die Macht der Gefühle - 1984: Die Hermannsschlacht (tv; camera) - 1985: Der Angriff der Gegenwart auf die übrige Zeit - 1986: Ein Treffen mit Rimbaud (camera) - 1986: Das weite Land (camera) - 1986: Das Alte Ladakh (camera) - 1987: Adrian und die Römer (Co-regie, camera) - 1988: Wallers letzter Gang (camera) - 1988: Maria von den Sternen (regie, draaiboek, camera, productie) - 1989: Neues vom Tage – Die plebejische Nachricht (tv; camera) - 1989: Zug (korte film; regie, draaiboek, camera, productie) - 1989: Im Grunde meines Herzens bin ich Elektriker (tv; camera, productie) - 1989: Butterbrot (camera) - 1987-89: Es ist nicht leicht, ein Gott zu sein (bijkomende opnames) - 1990: Das schnellste Pferd der Welt (tv; camera) - 1990: Mord Ost – Mord West (Murder East Murder West; tv) - 1991: Unsichtbare Tage (camera) - 1991: Wunderjahre (tv-Dreiteiler; camera) - 1991: Mocca für den Tiger (tv; camera, productie) - 1992: Des Lebens schönste Seiten (tv; camera, productie) - 1993: Die Denunziantin - 1994: Auf Wiedersehen Amerika - 1995: Transatlantis - 2000: Saint Cyr (Film) - 2004: Heimat 3 |